# Stelltafel

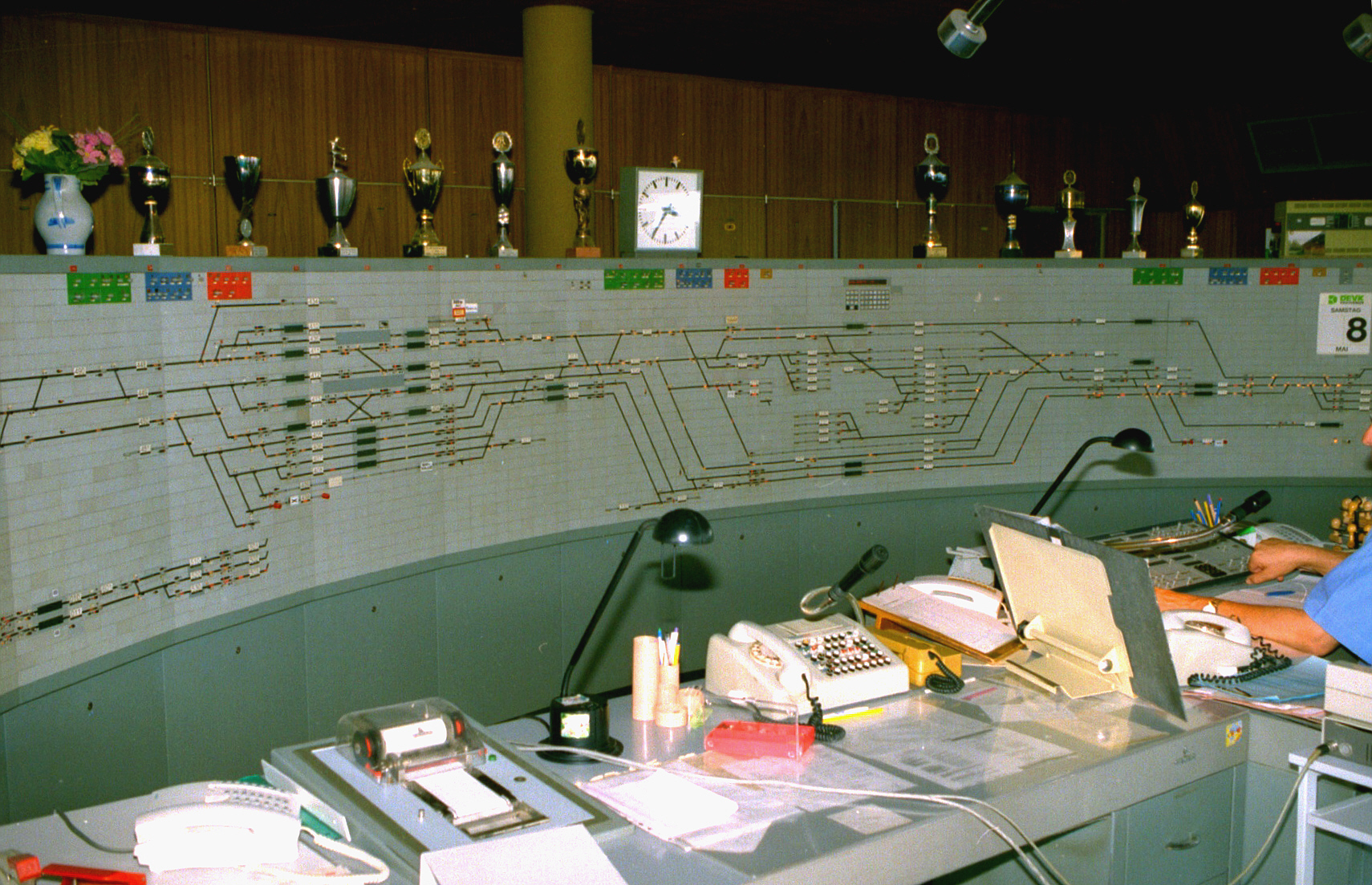
Stelltafel eines Sp Dr S 60-Stellwerkes mit Nummernstellpult im Vordergrund rechts

Die Stelltafel, auch Panoramatafel oder Stellwand genannt, ist eine Signalanlage der Eisenbahn. Mit ihrer Hilfe werden große Gleisbildstellwerke, so genannte Relaisstellwerke, die auch Drucktastenstellwerke oder abgekürzt Dr-Stellwerke heißen, bedient. Aufbau und Funktion einer Stelltafel entsprechen dem des Stelltisches kleinerer und mittlerer Dr-Stellwerke, jedoch ist die Stelltafel im Gegensatz zum Stelltisch senkrecht und insgesamt halbkreisförmig leicht nach innen gebogen in einem größeren Betrachtungsabstand vor den Arbeitsplätzen der Bediener aufgestellt.
Große Relaisstellwerke erfordern eine Stelltafel, weil der Stelltisch nicht den nötigen Gesamtüberblick über den schematisch dargestellten ausgedehnten Stellbereich eines solchen Stellwerks bieten kann. Während ein größerer Stelltisch im Stehen bedient werden muss, sitzen die Bediener an ihrem Arbeitsplatz in einem Betrachtungsabstand von zwei bis vier Metern vor der Stelltafel. Von dort aus bedienen sie das Stellwerk indirekt über ein Tasten- oder ein Nummernstellpult. Die Stelltafel kann jedoch im Stehen, ebenso wie ein Stelltisch, auch unmittelbar bedient werden, was in der Praxis nur ausnahmsweise geschieht. Bestimmte Bedienungshandlungen, das sind solche, die beim Auftreten von technischen Störungen oder anderen Unregelmäßigkeiten notwendig werden, sind aber wiederum nicht über das Tasten- oder Nummernstellpult, sondern nur an der Stelltafel möglich.